# Max Hoff (Mobster)
Max „Boo Hoo“ Hoff (* 1893 in Philadelphia, Pennsylvania; † 27. April 1941 ebenda) war ein US-amerikanischer Boxmanager und Mobster in Philadelphia, welcher der Kosher Nostra zugerechnet werden kann.

## Leben
Max Hoff wurde im Süden Philadelphias als Sohn einer armen russisch-jüdischen Immigrantenfamilie geboren. Seinen Spitznamen Boo Boo bzw. Boo Hoo bekam er, weil seine Mutter ihn immer zum Essen mit dem hebräischen Wort „bo“ für „komm“ rief.
Nachdem Hoff die Schule beendet hatte, arbeitete er als Angestellter in einem Tabakwarengeschäft. 1917 stieg er in einem Stadtteil Philadelphias in das Glücksspiel ein, der heute als „Society Hill“ bezeichnet wird. Der Spielstätte tarnte sich als politischer Verein; es waren nur die höchsten Einsätze bei den Wetten erlaubt.
Insbesondere während der US-amerikanischen Alkoholprohibition war er auch als „Bootlegger“ (amer.: Alkoholschmuggler) tätig.
1927 – Hoff galt inzwischen als „König der Bootlegger“ in Philadelphia – nahm Hoff an der „Atlantic City Conference“ des National Crime Syndicate teil. Hoff hatte enge Beziehungen zu den Kosher Nostras von New York City und Newark (New Jersey); mit Al Capone soll er freundschaftlichen Umgang gepflegt haben.
Seine Führungsposition in Philadelphia wurde ihm jedoch durch Harry Rosen abgenommen, der als Mitglied der „Seven Group“ (auch Big Seven genannt), mit Waxey Gordon und Irving Blitz verbündet war, welche den Alkoholschmuggel an der gesamten Ostküste der Vereinigten Staaten beherrschten.

### Boxmanager
Max Hoff war auch in das Boxgeschäft eingestiegen und Ende der 1920er Jahre verfügte sein Boxstall über eine der größten Zahlen von Profiboxern in den USA. Zwar hatte Hoff nie einen Champion unter Vertrag, aber seine Boxer gehörten häufig zu den oberen Rängen in den Bewertungslisten. Daneben betrieb er mit den Philadelphia Warriors von 1926 bis 1928 ein Basketballfranchise der American Basketball League. 1928 gründete er mit der „Max Hoff Inc.“ die erste Corporation (GmbH) im Boxgeschäft.
Zu seinem Boxstall gehörten insbesondere:
- Benny Bass (1903–1975)
- Danny Kramer (* 1900; † unbekannt); verlor am 2. Januar 1925 gegen Kid Kaplan im Madison Square Garden in der 9. Runde durch Knockout
- Tony Morgano (1923–1984)
- Matt Adgie (1905–1980)

### Niedergang
Hoff wurde häufig verhaftet, aber nie verurteilt. Allerdings trieb 1933 die US-amerikanische Steuerbehörde IRS eine Steuerschuld von 21.000 US-Dollar ein. Sein Haus im Cobbs Creek Park wurde versteigert; sein Auto, welches ein Schussloch aufwies, wegen rückständiger Stellplatzmiete verkauft. Zahlreiche weitere Rückschläge – alle seine legalen Investitionen nach der Alkoholprohibition hatten sich letztendlich als Flop erwiesen – zermürbten offenbar Hoff und er wurde von seiner zweiten Ehefrau tot in seinem Bett aufgefunden. Aufgrund einer leeren Flasche mit Schlaftabletten wurde zunächst ein Selbstmord nicht ausgeschlossen; eine Obduktion ergab allerdings Herzversagen als Todesursache.

## Film
- 1998: Echoes from a Ghost Minyan; US-amerikanischer Dokumentarfilm von Van Blunk und Gustave Rosario über die jüdische Gemeinde im Süden Philadelphias.